# 耶稣圣名教堂 (曼彻斯特)
耶稣圣名教堂（英語：Church of the Holy Name of Jesus）是一座位于英国大曼彻斯特郡牛津街的教堂，由约瑟夫·汉森设计，于1869年至1871年期间建成。1989年，耶稣教堂被选为I级登錄建築，1963年晋级为II级登录建筑。

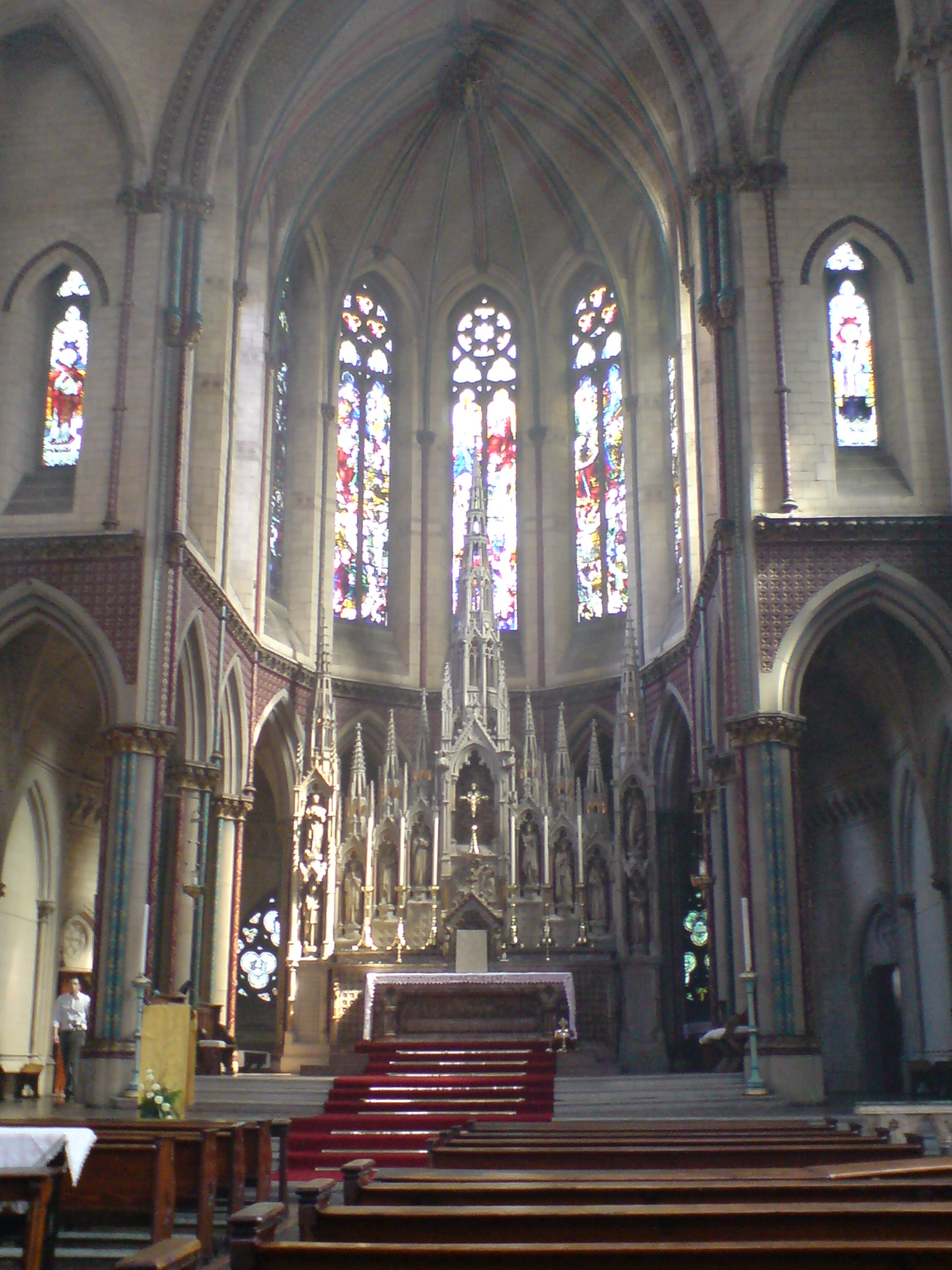
正祭台

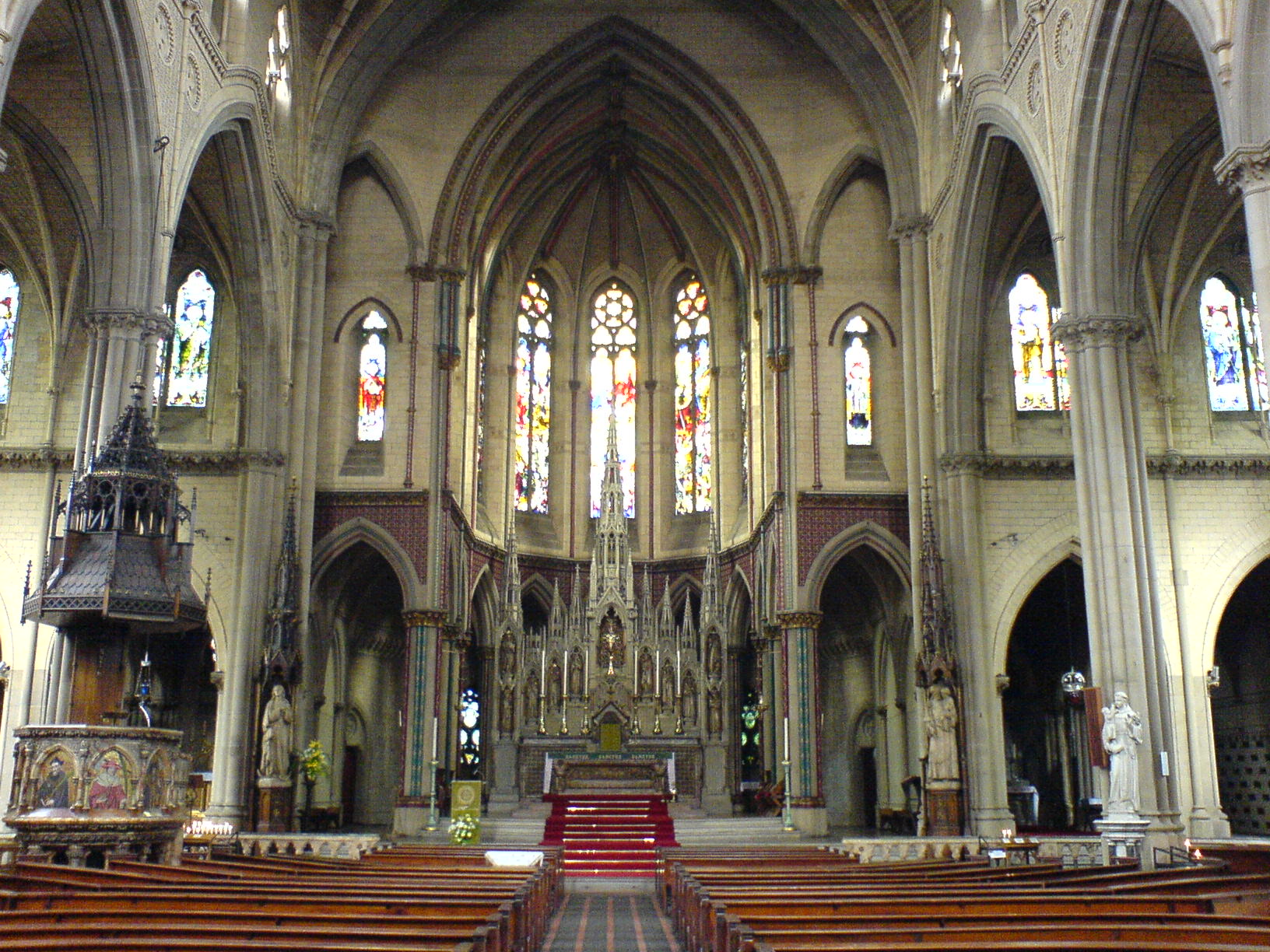
中殿